# Anglure-sous-Dun
 Anglure-sous-Dun  es una población y comuna francesa, en la región de Borgoña, departamento de Saona y Loira, en el distrito de Charolles y cantón de Chauffailles.

## Demografía
| 222 | 217 | 188 | 154 | 138 | 148 |
| Para los censos de 1962 a 1999 la población legal corresponde a la población sin duplicidades (Fuente: INSEE [Consultar]) |     |     |     |     |     |